# Тёмная жидкость
В астрономии и космологии тёмная жидкость является альтернативой теории как тёмной материи, так и тёмной энергии, и пытается объяснить оба явления в единой структуре.
Тёмная жидкость предполагает, что тёмная материя и тёмная энергия не являются отдельными физическими явлениями, как считалось ранее, и не имеют отдельного происхождения, а тесно связаны друг с другом и могут рассматриваться как две грани одной жидкости. В галактических масштабах тёмная жидкость ведет себя как тёмная материя, а в более крупных масштабах её поведение становится похожим на тёмную энергию. Наши наблюдения в масштабах Земли и Солнечной системы в настоящее время недостаточны для объяснения гравитационных эффектов, наблюдаемых в таких больших масштабах. Было показано, что простая тёмная жидкость с отрицательной массой обладает свойствами, необходимыми для объяснения как тёмной материи, так и тёмной энергии.

## Обзор
В последнее время в астрофизике и космологии возникли две главные загадки, связанные с законами гравитации. Первым было осознание того, что внутри галактик недостаточно видимых звёзд или газа, чтобы объяснить их высокую скорость вращения. Теория тёмной материи была создана, чтобы объяснить это явление. Она предполагает, что галактики вращаются так быстро, потому что в них (включая наш собственный Млечный Путь) больше вещества, чем можно увидеть, если только подсчитать массу звезд и газа, и что эта (тёмная) материя невидима, потому что не взаимодействует с электромагнитными силами, которые ответственны за все формы света.
Вторая загадка возникла из наблюдений очень специфического вида сверхновой, известной как сверхновая типа Ia, используемая в качестве стандартной свечи: когда они сравнивались в отдалённых и близлежащих галактиках, было обнаружено, что отдалённая сверхновая слабее, и, как оказалось, дальше, чем ожидалось. Это подразумевало, что Вселенная не только расширялась, но и ускоряла свое расширение. Теория тёмной энергии была создана, чтобы объяснить это явление.
Традиционный подход к моделированию эффектов гравитации предполагает, что теория общей относительности так же верна в космологических масштабах, как и в Солнечной системе, где её предсказания были проверены более точно. Однако не изменение правил гравитации подразумевает присутствие тёмной материи и тёмной энергии в частях Вселенной, где кривизна пространственно-временного многообразия намного меньше, чем в Солнечной системе. Феноменологически возможно изменить уравнения гравитации в областях малой кривизны пространства-времени так, что динамика пространства-времени вызывает то, что мы приписываем присутствию тёмной материи и тёмной энергии. Теория тёмной жидкости предполагает, что тёмная жидкость представляет собой особый вид жидкости, притягивающее и отталкивающее поведение которой зависит от локальной плотности энергии. В этой теории тёмная жидкость ведет себя как тёмная материя в областях пространства, где плотность барионов высока. Идея состоит в том, что, когда тёмная жидкость находится в присутствии вещества, она замедляется и коагулирует вокруг неё; тогда это привлекает больше тёмной жидкости, чтобы свертываться вокруг неё, таким образом усиливая силу гравитации около неё. Эффект всегда присутствует, но становится заметным только в присутствии очень большой массы, такой как галактика. Это описание аналогично теориям тёмной материи, и частный случай уравнений тёмной жидкости воспроизводит тёмную материю.
С другой стороны, в местах, где относительно мало материи, как, например, в пустотах между сверхскоплениями галактик, эта теория предсказывает, что тёмная жидкость ослабляется и приобретает отрицательное давление. Таким образом, тёмная жидкость становится силой отталкивания, с эффектом, подобным эффекту тёмной энергии.
Тёмная жидкость выходит за пределы тёмной материи и тёмной энергии в том смысле, что она предсказывает непрерывный диапазон притягивающих и отталкивающих качеств при различных случаях плотности вещества. Действительно, частные случаи различных других теорий гравитации воспроизводятся тёмной жидкостью, например, инфляция, квинтэссенция, k-сущность, f(R), обобщенный эйнштейновский эфир f(K), MOND, TeVeS, BSTV, и так далее. Теория тёмной жидкости также предлагает новые модели, такие как определённая модель f (K + R), которая предлагает интересные поправки к MOND, которые зависят от красного смещения и плотности.

## Упрощающие предположения
Теория тёмной жидкости не рассматривается как стандартная модель механики жидкости, потому что многие уравнения механики жидкости слишком трудно решить полностью. Формализованный гидродинамический подход, такой, как обобщённая модель газа Чаплыгина, был бы идеальным методом для моделирования этой теории, но в настоящее время он требует слишком большого количества точек данных наблюдений, чтобы быть осуществимым в вычислительном отношении, также ещё недостаточно таких точек данных для космологов. Вместо этого был предпринят шаг упрощения, путем моделирования теории с помощью моделей скалярного поля, как это делается в других альтернативных подходах к тёмной энергии и тёмной материи.